# Dictyoconus
Dictyoconus, en ocasiones erróneamente denominado Dictyoconos, es un género de foraminífero bentónico de la subfamilia Dictyoconinae, de la familia Orbitolinidae, de la superfamilia Orbitolinoidea, del suborden Orbitolinina y del orden Loftusiida. Su especie tipo es Patellina egyptiensis. Su rango cronoestratigráfico abarca desde el Aptiense (Cretácico inferior) hasta la Oligoceno.

## Discusión
Clasificaciones previas incluían Dictyoconus en el suborden Textulariina del orden Textulariida o en el orden Lituolida.

## Clasificación
Se han descrito numerosas especies de Dictyoconus. Entre las especies más interesantes o más conocidas destacan:
- Dictyoconus egyptiensis †

Un listado completo de las especies descritas en el género Dictyoconus puede verse en el siguiente anexo.
En Dictyoconus se han considerado los siguientes subgéneros:
- Dictyoconus (Carinoconus), aceptado como género Carinoconus
- Dictyoconus (Cushmania), aceptado como género Cushmania
- Dictyoconus (Paleodictyoconus), aceptado como género Paleodictyoconus